# Trogoxylon praeustum
Trogoxylon praeustum är en skalbaggsart som först beskrevs av Wilhelm Ferdinand Erichson 1847.  Trogoxylon praeustum ingår i släktet Trogoxylon och familjen kapuschongbaggar. Inga underarter finns listade i Catalogue of Life.

## Bildgalleri

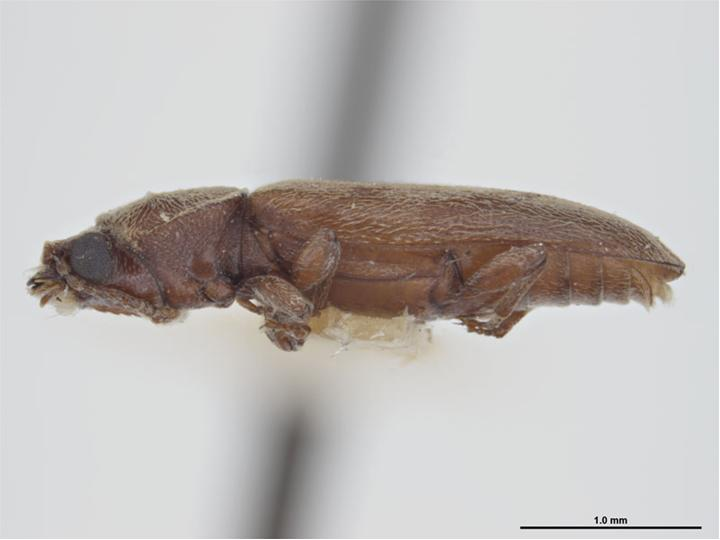